# San Sebastiano (Foppa)
San Sebastiano è un affresco staccato (265x170 cm) di Vincenzo Foppa, databile al 1489 circa e conservato nella Pinacoteca di Brera a Milano.

## Storia
L'opera proviene dal primo altare a sinistra della chiesa milanese di Santa Maria di Brera, dove faceva pendant con un San Rocco probabilmente dello stesso autore, che venne strappato nel 1787 e andando successivamente perduto. Dalla stessa chiesa proviene anche la Madonna del Tappeto, sempre a Brera. L'opera è databile alla seconda metà degli anni ottanta del XV secolo, quando si manifestò un interesse di Foppa verso la prospettiva e il gusto archeologico di Bramante, attivo a Milano dal 1479. 

## Descrizione e stile
San Sebastiano è raffigurato legato a una colonna di marmo verde con capitello corinzio su un piedistallo all'estrema destra della scena, mentre il centro è rappresentato da tre arcieri che arrivano da un grande arco a tutto sesto, decorato da medaglioni secondo un gusto "all'antica". L'architettura monumentale è costruita secondo intenti scenografici che mettono in secondo piano anche il rigore prospettico, a vantaggio di un'attenzione agli effetti luminosi che evidenziano, ad esempio, i profili dell'architettura rendendoli luminescenti. 
Il santo ha una posa che ricorda la statuaria classica e un'espressione dolorosa di grande intensità. Notevole è anche la caratterizzazione degli sgherri, con tipi presi dalla quotidianità, che ricordano gli affreschi di Uomini d'arme di casa Visconti-Panigarola. 
Le incisioni sull'intonaco, ancora visibili, rivelano lo schema prospettico usato dall'autore e mostrano anche un pentimento d'artista nel braccio destro del santo.